# El Niño sydlige oscillation
El Niño sydlige oscillation, eng. El Niño Southern Oscillation, forkortet ENSO er en uregelmæssig periodisk variation i vinde, luft- og havoverfladetemperaturer over det tropiske østlige Stillehav, som påvirker klimaet i store dele af troperne og subtroperne. Opvarmningsfasen af havtemperaturen er kendt som El Niño og afkølingsfasen som La Niña. 
El Niño er ledsaget af et højt lufttryk i det tropiske vestlige Stillehav og et lavt lufttryk i det østlige Stillehav, og La Niña er lige modsat ledsaget af et lavt lufttryk i det vestlige Stillehav og et lavt lufttryk i det østlige Stillehav. De to faser varer adskillige måneder hver og forekommer typisk med nogle års mellemrum med varierende intensitet pr. periode. 